# NGC 508
NGC 508 é uma galáxia elíptica (E) localizada na direcção da constelação de Pisces. Possui uma declinação de +33° 16' 49" e uma ascensão recta de 1 horas, 23 minutos e 40,7 segundos.
A galáxia NGC 508 foi descoberta em 12 de Setembro de 1784 por William Herschel.